# Palacio de San Pedro
Palacio de San Pedro es una localidad de la provincia de Soria, partido judicial de Soria, Comunidad Autónoma de Castilla y León, España. Pueblo que pertenece al municipio de San Pedro Manrique.
Desde el punto de vista jerárquico de la Iglesia católica forma parte de la Diócesis de Osma la cual, a su vez, pertenece a la Archidiócesis de Burgos.

## Demografía
Palacio de San Pedro contaba a 1 de enero de 2010 con una población de 10 habitantes, 8 hombres y 3 mujeres.
| Gráfica de evolución demográfica de Palacio de San Pedro entre 2000 y 2010                       |
|                                                                                                  |
| Población de derecho (2000-2010) según los censos de población del INE a 1 de enero de cada año. |